# História Geral das Bandeiras Paulistas
História Geral das Bandeiras Paulistas é um conjunto de onze obras impressas, publicadas entre os anos de 1924 e 1950, por Afonso d'Escragnolle Taunay, no contexto de seu cargo de diretor no Museu Paulista, o qual ele exerceu entre 1917 a 1946. É considerada a obra mais importante e relevante do autor e foi precursora na análise de diversas temáticas relacionadas às bandeiras paulistas, aos bandeirantes e à História de São Paulo. Também foi importante por abordar a questão da expansão e da formação territorial brasileira e por frisar o papel dos paulistas nesse movimento.

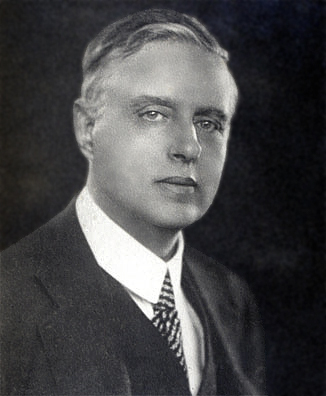
O autor, Afonso de Taunay, em 1916

Os primeiros cinco volumes da coleção foram publicados ainda na década de 1920. Já o sexto e o sétimo volumes foram publicados nos anos de 1930 e, apenas na segunda metade da década de 1940, Taunay publica o oitavo, nono e décimo volumes. O último tomo foi publicado em 1950. No total, os onze volumes da publicação contam com quase cinco mil páginas.
Taunay produziu a obra ao ter acesso inédito a determinados arquivos brasileiros, espanhóis e portugueses, baseando-se principalmente em documentos sobre São Paulo dos séculos XVI, XVII e XVII. A publicação também teve como base o discurso A Glória das Monções, que Taunay realizou em 26 de abril de 1920, em Porto Feliz, durante a inauguração de monumento que homenageia o ponto de partida das monções fluviais na cidade. Porém, outros estudos, ensaios e até trocas de correspondências de Taunay, realizados ao longo dos 27 anos entre o primeiro e último volume da obra, também foram importantes para a idealização do conjunto de História Geral das Bandeiras Paulistas.